# And did those feet in ancient time
And did those feet in ancient time est un poème de William Blake, issu de la préface de Milton (en), et connu de nos jours sous le titre Jerusalem. Ce second titre provient de son adaptation en hymne par Hubert Parry.
Il est devenu l'un des plus fameux airs patriotiques anglais, avec Rule, Britannia! et Land of Hope and Glory. Ensemble, ce sont les trois chants qui sont entonnés par l'assistance lors de la « Last Night of the Proms » et, en certaines occasions, font quasiment office d'hymne national de l'Angleterre, ce pays n'ayant pas d'hymne officiel.

## Le texte

### Paroles
| Paroles en anglais |
| --- |
| And did those feet in ancient times Walk upon England’s mountains green? And was the Holy Lamb of God On England’s pleasant pastures seen? And did the Countenance Divine Shine forth upon our clouded hills? And was Jerusalem builded here Among those dark Satanic Mills? Bring me my Bow of burning gold; Bring me my Arrows of desire; Bring me my Spear; O clouds unfold! Bring me my Chariot of fire! I will not cease from Mental Fight, Nor shall my Sword sleep in my hand, Till we have built Jerusalem In England’s green and pleasant Land. |

### Explications
Il s'agit d'une référence à une visite qu'aurait faite, selon un récit apocryphe, Jésus, accompagné de Saint Joseph d'Arimathie, à Glastonbury, en Grande-Bretagne. Le « chariot of fire » (chariot de feu) auquel il est fait allusion est une référence biblique à la montée au ciel du prophète Élie (2 Rois 2:11).

## L'hymneJerusalemdans la culture

### Enregistrements
Cet hymne est souvent chanté dans les stades.
De plus il a été repris de nombreuses fois.
Nous pouvons citer :
- Emerson, Lake and Palmer, sur l'album Brain Salad Surgery et le single Jerusalem ;
- Colin Davis ;
- Connie Talbot ;
- Le Mike Westbrook Orchestra (en) sur le disque The Cortege (1982). Jerusalem est chanté par Phil Minton au début du morceau intitulé Santarchangelo ;
- Mary Hopkin sur le disque Spirit (1989).

### Utilisation dans des films
- La phrase « Bring me my chariot of fire » a inspiré le titre du film Les Chariots de feu[2]. Une chorale chante Jerusalem à la fin du film et une version apparaît dans la bande originale de ce film, chantée par les Ambrosian Singers superposée partiellement à une composition de Vangelis. Le titre du film devait être initialement Running jusqu'à ce que le scénariste vit une émission télévisée, Songs of Praise, incluant l'hymne, et décida de changer le titre du film[2].
- L'hymne figure dans le film Quatre mariages et un enterrement, chanté par l'assistance lors du premier mariage.
- L'hymne est utilisé aussi dans La Solitude du coureur de fond.
- L'hymne est chanté en chœur lors de la messe dans le film L'homme qui venait d'ailleurs (1976).
- Dans le film Calendar Girls, les membres du Women's Institute chantent Jerusalem à chacune de leurs réunions.
- Dans la série télévisée britannique The Casual Vacancy, les habitants de Pagford chantent Jerusalem lors de l'enterrement de Barry Fairbrother.

### Utilisation dans la musique
- Le groupe de rock progressif britannique Emerson, Lake and Palmer en fait l'ouverture de leur album Brain Salad Surgery (1973).
- Le début du poème est détourné par le groupe Depeche Mode dans les premiers vers de la chanson Told You So (extraite de l'album Construction Time Again) : « And do those feet in modern times, walk up the flowers and walk upon their brothers ».
- On le retrouve en ouverture du morceau composé, joué et chanté par Tim Blake, sous le titre Blake's New Jerusalem, en face B de son album éponyme (paru en 1978).
- Supertramp et la chanson écrite par Roger Hodgson Fool's Overture, dans l'album Even in the Quietest Moments..., où le premier couplet est chanté.
- U2 en reprend un extrait dans le morceau Bad lors de leur concert à Glastonbury en 2011.
- Mark Stewart & The Maffia (en) en fait une adaptation dans son morceau Jerusalem sur le label On-U Sound (On-U DP 05)[3] en 1982.
- Jacob Collier en fait un arrangement en 2015.

### Parodies
- Les Monty Python ont repris et parodié cet hymne à plusieurs reprises. On l'entend par exemple transformé en « And did those teeth in ancient times ». Mais surtout, dans le « sketch des matelas », il y a un vendeur de matelas dans un grand magasin en présence duquel il ne faut jamais prononcer le mot « matelas » (il faut dire « niche de chien » à la place — sauf qu'il ne comprend pas), sinon il se met un sac papier sur la tête et la seule façon de le faire revenir à son état normal est de se mettre dans une boîte en carton et chanter Jerusalem…
- L'émission satirique Spitting Image l'a également détourné (saison 4, épisode 3), chanté par des membres importants du Parti conservateur, alors au pouvoir, dont Margaret Thatcher, et censé symboliser leur politique.

### Divers
- Le roi George V préférait Jerusalem au God Save the King.